# Антоніу Семеду
Антоніу Семеду (порт. António Semedo, нар. 1 червня 1979, Лісабон) — португальський футболіст, що грав на позиції півзахисника. Виступав зокрема за «ЧФР Клуж», з яким став чемпіоном та володарем Кубка Румунії.

## Клубна кар'єра
У дорослому футболі дебютував 1998 року виступами за нижчолігову команду «Каза Піа», в якій провів два сезони.
Своєю грою за цю команду привернув увагу представників тренерського штабу клубу «Ештрела», до складу якого приєднався 2000 року. Відіграв за клуб з Амадори наступні шість сезонів своєї ігрової кар'єри.
У 2006 році Семеду приєднався до румунського «ЧФР Клуж». Після хороших виступів протягом двох сезонів і «золотого дубля» в останньому з них, він перейшов до «Стяуа». Провівши там лише один рік, Семеду був понижений до резервної команди, а через кілька тижнів його контракт було розірвано. Втім португалець залишився в країні та підписав контракт з «Унірею» (Урзічень), де провів півтора роки.
На початку 2011 року Семеду уклав однорічний контракт з азербайджанським клубом «Хазар-Ланкаран», де і завершив кар'єру в кінці сезону у віці 33 років.

## Виступи за збірну
Протягом 1999—2002 років залучався до складу молодіжної збірної Португалії, з якою був учасником молодіжного чемпіонату Європи 2002 року у Швейцарії, на якому португальці не подолали груповий етап. Всього на молодіжному рівні зіграв у 16 офіційних матчах, забив 1 гол.

## Титули і досягнення
- Чемпіон Румунії (1):

«ЧФР Клуж»: 2007/08
- Володар Кубка Румунії (1):

«ЧФР Клуж»: 2007/08

## Особисте життя
Після завершення кар'єри футболіста Семеду разом із дружиною та дітьми переїхав до Англії.